# إبراهام أرنولد
إبراهام أرنولد (بالإنجليزية: Abraham Arnold) هو عسكري أمريكي، ولد في 24 مارس 1837 في بيدفورد في الولايات المتحدة، وتوفي في 3 نوفمبر 1901 في كولد سبرينغ في الولايات المتحدة.